# Air Liquide (Band)
Air Liquide ist eine deutsche Technoformation, bestehend aus Ingmar Koch („Dr. Walker“) und Cem Oral („Jammin' Unit“, später Gründer des Projekts Ultrahigh), die 1991 gegründet wurde. Koch und Oral veröffentlichten weitere Platten unter den Pseudonymen Madonna 303 und Jammin' Unit & Walker.

## Geschichte
Oral und Koch lernten sich 1991 in einem Tonstudio in Frankfurt am Main kennen. Nach einer Vielzahl von Jamsessions in Kochs Studio erschien 1992 mit Neue Frankfurter Elektronik Schule die erste EP des Duos auf dem Kölner Plattenlabel Blue, das Koch und Oral zusammen mit dem Musiker Jörg Burger gegründet hatten. Ebenfalls mit Burger und Wolfgang Voigt hatten Oral und Koch 1991 das Acid-Techno-Label Structure gegründet.
Texte und Gesang für einige Musikstücke steuerte Kochs frühere Freundin Mary Susan Applegate bei.
Air Liquide waren Mitte der 1990er Jahre insbesondere für ihre Live Acts bekannt. Die Band löste sich 2005 auf, nachdem im Vorjahr das letzte Album Let Your Ears Be the Receiver erschienen war.
Seit dem Jahr 2012 trat die Gruppe wieder live auf diversen Festivals auf.

## Diskografie

### Alben
- 1993: Air Liquide (Blue)
- 1994: The Increased Difficulty of Concentration (Sm:)e Communications)
- 1995: Abuse Your Illusions (Harvest)
- 1995: Red (Sm:)e Communications)
- 1995: Black (Sm:)e Communications)
- 1995: Sonic Weather Machine (Rising High Records)
- 1997: Reissued: Liquid Air (1992) & Mandragora (1993) (Harvest)
- 1999: Anybody Home? (Harvest)
- 1999: Superfreaky (Harvest)
- 2001: X (Proof! / :chlodwig musik)
- 2001: Best of Air Liquide 1991 - 2001 (Müller Records)
- 2002: Music Is a Virus (Blue 2)
- 2004: Let Your Ears Be the Receiver (Multicolor Recordings)

### Singles und EPs
- 1992: Neue Frankfurter Elektronik Schule (Blue)
- 1992: Liquid Air EP (Blue)
- 1993: If There Was No Gravity (Blue)
- 1994: Nephology - The New Religion (Blue)
- 1994: Robot Wars (Sm:)e Communications)
- 1995: Stroboplastics (Harvest)
- 1997: Homicidal Diary (Harvest)
- 2001: Space Brothers (Proof! / :chlodwig musik)
- 2005: So Much Love (Multicolor Recordings)